# Chiesa di Santa Maria Valleverde
La chiesa di Santa Maria Valleverde è una chiesa di Celano, in provincia dell'Aquila. Il suo nome completo è "Santa Maria Valleverde dei Riformati", dalla omonima famiglia dell'ordine francescano. Ospita il museo e biblioteca di Santa Maria Valleverde.

## Storia
La chiesa venne edificata nel 1508, anno riportato sull'architrave del portale. 
Chiamata in origine Sanctae Mariae de Valleviridi è stata affiancata dal convento dei frati minori riformati di San Giovanni da Capestrano. L'atto della sua fondazione risale a qualche anno prima, esattamente al 1504, mentre furono Lionello Accrocciamuro e sua moglie Jacovella da Celano a favorire il suo progetto nella prima metà del XV secolo.
Nel 1902 è stata dichiarata monumento nazionale.
Fu gravemente danneggiata dal terremoto della Marsica del 1915, ma ricostruita secondo gli schemi originali. Unico elemento di origine che manca è la torre imponente delle campane a pianta quadrata. Resta infatti la base sopra cui è stato costruito un campanile più piccolo, con conformazione a vela. Immagini del campanile originale sono visibili in foto del primo Novecento. La torre era suddivisa in tre settori ed era resa ancora più slanciata da una cuspide piramidale sul tetto.

## Descrizione

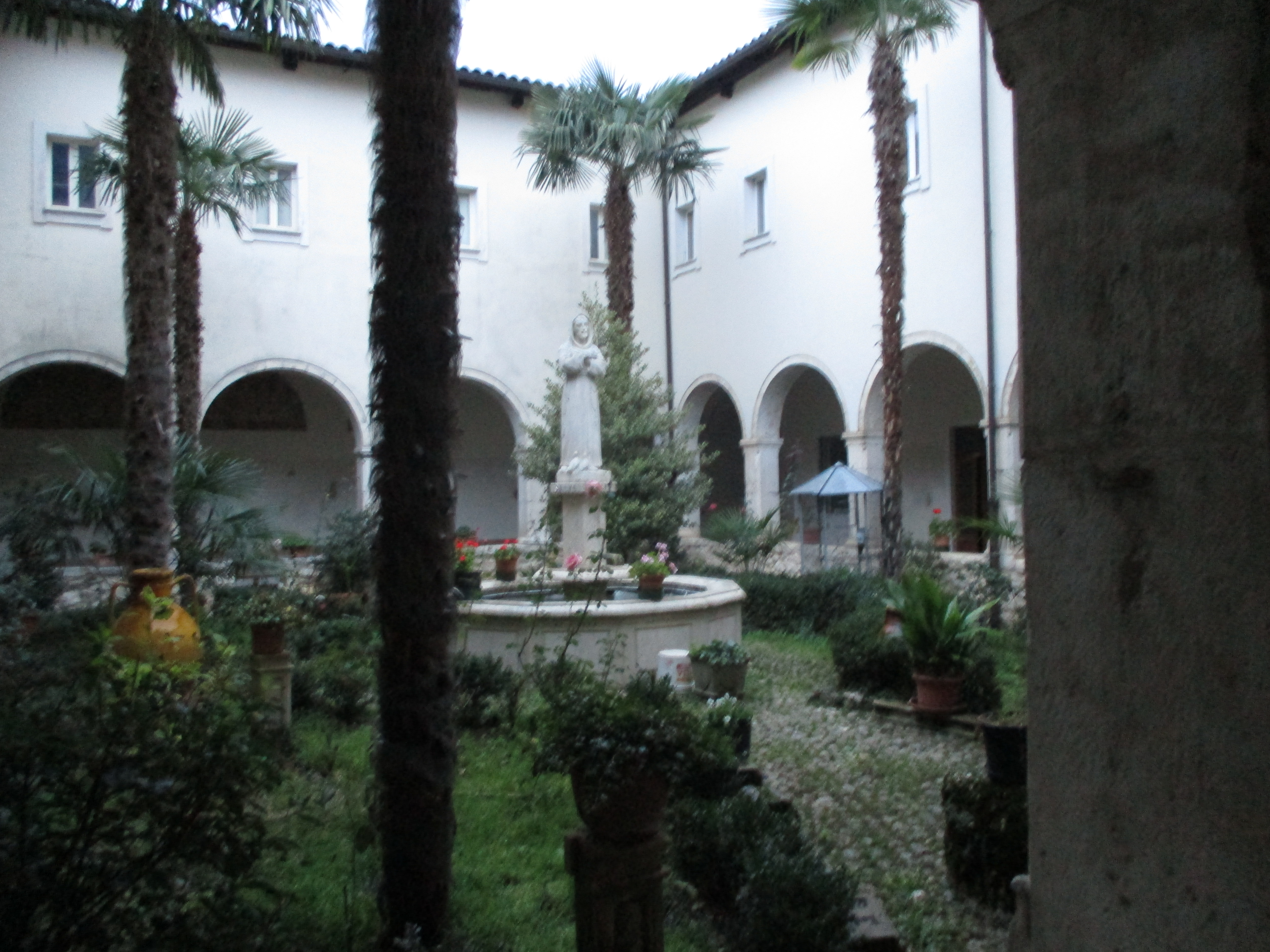
Chiostro di Santa Maria Valleverde

La chiesa presenta una facciata tardo gotica, con un portale tardo romanico che reca un bassorilievo con l'Agnello. La facciata è suddivisa in due piani da una cornice marcapiano. Nella parte superiore si trova una finestra rinascimentale ad arco a tutto sesto.
L'interno, ad una sola navata, presenta una volta a crociera e tre cappelle sul lato sinistro, la prima e la terza delle quali presentano affreschi restaurati, anche se in parte mancanti. Sul lato destro, in alto, si trovano due grandi tavole: una raffigura la Natività, con il Bambino che indica dei putti che recano i simboli della Passione, mentre l'altra rappresenta l'Andata al Calvario, attribuita al Sodoma. Affreschi del XVI secolo della Vergine e relativi alle scene della Passione sono stati attribuiti al pittore bresciano Paolo Zoppo.
A fianco della chiesa si apre il chiostro, dal quale si accede al convento francescano. 
Nel piano superiore del convento è stata insediata la biblioteca con la collezione intitolata a "Pietro Antonio Corsignani", costituita da un migliaio di tomi e volumi antichi, e il contiguo museo che espone le opere sacre.